# Gymnázium Pardubice
Gymnázium Pardubice je všeobecné pardubické gymnázium, jehož zřizovatelem je Pardubický kraj. V roce 2014 na gymnáziu studovalo 730 žáků, za 96 let jím prošlo více než 11 000 absolventů.
Nabízí čtyřleté i osmileté studium. Součástí výuky jsou cizí jazyky (anglický a dále výběr francouzského, španělského, ruského či německého jazyka), v třetím a čtvrtém ročníku specializované semináře a množství nepovinných aktivit.
Absolventi Gymnázia Pardubice mají vysokou úspěšnost přijetí na vysokou školu. V žebříčku podle výsledků státních maturit v roce 2011 obsadila škola 7. místo.

## Historie
V roce 1728 vzniklo první gymnázium v Pardubicích, to v roce 1777 bylo zrušeno. V roce 1854 však byla namísto tohoto otevřena nižší reálka a v roce 1863 byla rozšířena o vyšší reálku, ředitelem se stal Jiljí Vratislav Jahn, spisovatel, básník a poslanec říšského sněmu. K roku 1899 je udáváno založení průmyslové školy v Pardubicích. Na počátku 20. století mají sousední města Chrudim, Hradec Králové a Jičín gymnázium a Pardubice prozatím nikoli.
V roce 1906 odjela do Vídně delegace k Ministerstvu věcí duchovních a vyučování a v důsledku toho 21. července 1906 poslanecká sněmovna přijala rezoluci o založení gymnázia v Pardubicích. 21. září příštího roku bylo zahájeno vyučování na pardubickém státním chlapeckém gymnáziu a škola byla provizorně umístěna v budově na Smilově ulici čp. 704, v tu dobu existovalo mimo státního chlapeckého gymnázia také soukromé dívčí gymnázum Boženy Němcové. V roce 1911 bylo chlapecké gymnázium přestěhováno do tehdejší měšťanské školy u sv. Jana (nynější ZŠ Bratranců Veverků) a v roce 1924 sloučením státního chlapeckého a soukromého dívčího gymnázia vznikla tzv. reálka, ta se v roce 1927 přestěhovala do budovy ve Štefánikově ulici, kde sídlila až do roku 1963.
V roce 1941 byla reálka přeměněna na reálné gymnázium a 1. října 1942 bylo sloučeno reálné gymnázium a původní státní reálné gymnázium, v roce 1945 byly tyto ústavy opět rozděleny na státní reálné gymnázium ve Štefánikově ulici a na státní reálné gymnázium na Smetanově náměstí. V roce 1950 bylo gymnázium na Smetanově náměstí přeměněno na čtyřleté pedagogické gymnázium a v roce 1954 bylo toho gymnázum přeměněno na pedagogickou školu. Gymnázium ve Štefánikově ulici tak zůstalo jediným gymnáziem v Pardubicích, následně škola během let několikrát změnila svůj název, prvně na jedenáctiletou střední školu (JSŠ), posléze na dvanáctiletou střední školu (DSŠ) a následně na střední všeobecně vzdělávací školu (SVVŠ). V roce 1963 byly pardubické SVVŠ sloučeny a přestěhovány do budovy na Spořilově. Gymnazijní část SVVŠ se v roce 1976 přesunula do nově postavené budovy v Dašické ulici.
Dne 21. listopadu 1989 se studenti gymnázia jako první vydali podpořit stávkující studenty pardubické Vysoké školy chemicko-technologické. V roce 1990 vznikla na gymnáziu výuka v šestiletém a osmiletém víceletém gymnáziu. V září 2010 gymnázium oslavilo 100 let existence.

## Přehled ředitelů
Seznam ředitelů gymnázia od roku 1910:
Gymnázium Smilova ul., Gymnázium Svatojánská ul., Gymnázium Štefánikova ul., JSŠ, DSŠ a SVVŠ Slovenského povstání
- 1910 září– listopad: František Bartoš, zatímní správce gymnázia, zároveň ředitel reálky
- 1910 listopad: PhDr. Otakar Vodrážka
- 1910–1925: Josef Durych
- 1925–1934: Jan Roubal
- 1934–1939: Václav Opatrný
- 1939–1942: Adolf Škop, zatímní správce
- 1942–1945: PhDr. Antonín Blahout
- 1945–1948: Miloslav Pantůček, zatímní správce
- 1947–1950: Emanuel Kvietton, formální ředitel
- 1948–1950: Ludmila Reitmayerová, zatímní správce
- 1950–1960: Ludmila Reitmayerová, ředitelka
- 1960–1963: Dr. Robert Dalecký

Gymnázium JSŠ a DSŠ Smetanovo náměstí, SVVŠ Na Višňovce
- 1959–1963: Bohumil Weiner

JSŠ, DSŠ, SVVŠ a Gymnázium Na Spořilově, Gymnázium Dašická 1083 Pardubice
- 1957–1963: Břetislav Hamáček
- 1963–1980: Oldřich Kovář
- 1980–1986: RNDr. Zdeněk Martinec
- 1986–2005: RNDr. Josef Kubát
- 2005–2012: Ing. Jitka Svobodová
- 2012–dosud: Mgr. Luděk Burian[6]

## Absolventi
Seznam významných absolventů:
- Antonín Pavlík – generál

- Dominik Hašek – hokejový brankář, maturant 1984
- Dr. Emil Hadač – vědecký pracovník botanického ústavu
- Dr. Jan Iserle – dlouholetý přednosta očního oddělení pardubické nemocnice
- František Filipovský – herec
- František Musil – hokejový reprezentant
- Hana Shánělová – rozhlasová hlasatelka
- Hynek Kmoníček – český diplomat
- Ing.arch. Miroslav Řepa – významný představitel československé a české architektury
- Jakub Izdný – historik
- Jan Buryánek – básník, hudebník
- Jan Čejka – plavecký reprezentant, mistr světa v plavání
- Jan Hus Tichý – hudební skladatel a dirigent
- Jana Švandová – herečka
- Jiří Bartoška – herec
- Jiří Gruša – literát
- Jiří Novák – hokejový reprezentant
- Jiří Pištora – literát
- Jolana Voldánová – televizní moderátorka
- Karel Kovář (Kovy) – youtuber
- Klára Sedláčková Oltová – herečka
- Marek Výborný – český politik a pedagog
- Martin Hašek – fotbalista
- Miloslav Výborný – český právník a politik
- Nora Fridrichová – novinářka, televizní publicistka
- Petr Gandalovič – český diplomat
- Petr Kabeš – literát
- Petr Ludwig – publicista a spisovatel
- Prof. RNDr. Jan Kratochvíl, CSc. – děkan Matematicko-fyzikální fakulty Univerzity Karlovy
- Roman Prymula – epidemiolog, vojenský lékař, ministr zdravotnictví, držitel Řádu Bílého lva
- Roman Šebrle – desetibojař, držitel světového rekordu v desetiboji
- Stanislav Prýl – hokejový reprezentant
- Václav Haňka – hokejový reprezentant
- Věra Krincvajová – novinářka, dramaturgyně, producentka
- Viktor Láznička – šachista
- Vladimír Vokolek – literát
- Vlastimil Maršíček – literát